# Mike Post
Mike Post, ursprungligen Leland Michael Postil, född 29 september 1944 i Berkeley, Kalifornien, är en amerikansk kompositör och musikproducent. Post har huvudsakligen skrivit ett mycket stort antal teman till olika amerikanska TV-serier.
Post fick sitt första arbete på TV som 24-åring, då han ansvarade för musiken i The Andy Williams Show. Hans genombrott kom när han tillsammans med Pete Carpenter skrev temat för Rockford tar över. Han har därefter skrivit temat till många serier skapade av TV-serieproducenten Stephen J. Cannell.
Post har vunnit en Emmy för signaturmelodin till serierna Murder One och har bland annat nominerats för Spanarna på Hill Street. Han har vunnit BMI Award för musiken till Lagens änglar, Hunter och de olika Law & Order-serierna.
Andra TV-serier som Post skrivit musik till är Scali, NewsRadio, Blossom, The A-Team, Titta han flyger, Magnum, Tenspeed and Brown Shoe, CHiPs, Hardcastle & McCormick, NYPD Blue, Baa Baa Black Sheep, Doogie Howser, M.D., Quantum Leap, Hooperman, Riptide, Remington Steele, Renegade och Silk Stalkings.